# 益華控股
益華控股有限公司，簡稱益華控股（英語：Yi Hua Holdings Limited，港交所除牌前：2213），在1994年，由范新培（首席執行官）、林光正、蘇偉兵、王古坪、張蓉及羅成文，於中山組成「廣東益華百貨有限公司」（前身為「中山市益華百貨有限公司」），前身為「益華百貨控股有限公司」。
董事長為陳健仁。該公司業務在中國內地經營百貨、超級市場、家電用品市場等行業。
該股份在2013年12月11日於港交所主板上市。招股價為1至1.4港元之間，以公開發售方式為9000萬股，集資額為1.26億港元。
2016年1月13日，該公司以1.1億元人民幣（1.309億港元）收購廣東益華投資集團有限公司和廣東康盛投資有限公司合營持有「恩平市康盛酒店管理有限公司」，根據資料，該土地之3幢綜合建築群組成，即一幢 建築面積約66,000平方米的五星級酒店、一幢估計建築面積約18,100平方米的商務酒店。
2016年11月8日，該公司以1元人民幣（1.15港元），收購肇慶市華萊置業發展有限公司，物業資產為位於中國廣東省肇慶市端州區端州一路東側（127區）名為「羚溪谷花園一期」的物業項目。
2022年3月21日上午9時起，聯交所宣布，因益華控股自2020年8月18日起已暫停買賣且未能於2022年2月17日或之前復牌，上市地位根據《上市規則》第6.01A條予以取消。

## 連結
- yihua.com.cn （页面存档备份，存于）